# 愛と夢
『愛と夢』（あいとゆめ）は、エレファントカシマシの10枚目のオリジナル・アルバム。ポニーキャニオン/FAITHFUL.から1998年12月9日に発売。

## 概要
前作より1年3ヶ月ぶりのリリース。佐久間正英・土方隆行が続けて参加。先行シングル3曲を含んでいる。本作はレコーディングのリハーサル期間が短かった為、宮本は初めてリズムマシンなどを使用してカセットMTRでデモテープを制作。それらの工程が次作11th『good morning』の制作へと繋がっていく。オリコンチャート11位を獲得。

## リリース変遷
1999年12月8日にCD-DA再発盤、2009年9月16日にHQCD規格で再発されている。

## 収録曲
全作詞・作曲：宮本浩次
全編曲：宮本浩次・佐久間正英（注記を除く）
1. good-bye-mama (3:56)
2. 愛の夢をくれ (4:23)
  - 20thシングルとしてシングルカット。
  - シングル収録版より長くなっている。
3. 君がここにいる (5:35)
  - ハウス食品「フルーツインゼリー」CMソング
4. 夢のかけら (4:19)
  - 18thシングル曲。
5. ヒトコイシクテ、アイヲモトメテ (4:11)
  - 19thシングル曲。
6. 真夏の星空は少しブルー (4:02)
7. 寝るだけさ (4:14)
  - 20thシングルC/W曲としてリカット。
8. ココロのままに (3:06)
  - 18thシングルのカップリング曲。
9. Tonight (4:06)
10. はじまりは今 (Album version) (4:18)
  - 編曲：宮本浩次・土方隆行
  - 17thシングル。シングル版と異なり、曲頭のギャップが無くなり、エレクトリック・ギターが宮本の間奏ソロ部分のみのミックスとなっている。
11. おまえとふたりきり (3:53)
  - 編曲：宮本浩次
  - 19thシングルのカップリング曲。